# Tour de France 2006/13. Etappe
Die 13. Etappe der Tour de France 2006 am 15. Juli führte die verbliebenen 160 Fahrer von Béziers an den Cevennen entlang ins Rhonetal nach Montélimar. Mit 230 km war es die längste Etappe der diesjährigen Austragung.
Nach dem Sieg eines Ausreißers am Vortag suchten auch zu Beginn wieder viele Fahrer die Chance, mit einem Fluchtversuch zum Erfolg zu kommen. Bei km 21 setzten sich sechs Fahrer aus dem Peloton ab. Jens Voigt, Óscar Pereiro Sio, Sylvain Chavanel, Andrij Hrywko und Manuel Quinziato bauten ihren Vorsprung aus, während sich Arnaud Coyot wieder ins Hauptfeld zurückfallen ließ. Da Pereiro mit schon 28:50 min Rückstand auf Landis der am besten platzierte der Gruppe war, ließ das Feld den Vorsprung ansteigen und machte keinerlei Anstalten, die Verfolgung aufzunehmen. Kurz nachdem die Ausreißer die vorletzte Bergwertung passiert hatten, war der Vorsprung auf 28:25 min angewachsen, ehe Phonak Hearing Systems begann, diesen zu verkürzen, weil das Gelbe Trikot von Floyd Landis in Gefahr war.
Nach einer Tempoverschärfung von Hrywko an der letzten Bergwertung folgten die anderen vier Fahrer problemlos, während der Initiator der Attacke den Konterattacken von Quinziato und Voigt nichts mehr entgegensetzen konnte und zurückfiel. So gingen Voigt, Pereiro, Chavanel und Quinziato ohne Hrywko auf die letzten 25 Kilometer. 14,5 Kilometer vor dem Ziel attackierte dann Chavanel, jedoch erfolglos. Den entscheidenden Angriff lancierte Pereiro 3,5 Kilometer vor dem Ziel, als er sich mit Voigts Hilfe absetzen konnte. In einem spannenden Zielsprint siegte Voigt. Dieser hatte kurz vor dem Ziel nochmal attackiert, merkte dann, dass Pereiro ihm folgen konnte, nahm das Tempo wieder heraus, um sich dann im Zielsprint durchzusetzen.
Im Hauptfeld übernahm, nachdem die Ausreißer bereits das Ziel erreicht hatten, das Rabobank-Team die Führungsarbeit, um den Vorsprung noch etwas zu verringern. Es erreichte schließlich fast 30 Minuten nach dem Sieger das Ziel. Im Rückblick entschied dieser Zeitunterschied den Gesamtsieg der Tour de France 2006 zugunsten von Óscar Pereiro, der so im Endklassement 32 Sekunden vor Andreas Klöden landete. 
Durch den gewaltigen Rückstand des Hauptfeldes verlor Landis das Gelbe Trikot an Óscar Pereiro. Zudem übernahm das Team CSC die Führung in der Mannschaftswertung. Die Karenzzeit wurde aufgrund des Rückstandes von 9 auf 10 % erhöht, ansonsten hätte das gesamte Feld aus der Tour ausgeschlossen werden müssen.

## Zwischensprints
1. Zwischensprint in Anduze (117,5 km)
| Erster  | Manuel Quinziato  | 6 P. und 6 s |
| Zweiter | Óscar Pereiro Sio | 4 P. und 4 s |
| Dritter | Jens Voigt        | 2 P. und 2 s |

2. Zwischensprint in Vallon-Pont-d’Arc (177,5 km)
| Erster  | Óscar Pereiro Sio | 6 P. und 6 s |
| Zweiter | Sylvain Chavanel  | 4 P. und 4 s |
| Dritter | Andrij Hrywko     | 2 P. und 2 s |

## Bergwertungen
Côte de Puéchabon, Kategorie 4 (57,5 km)
| Erster  | Sylvain Chavanel  | 3 P. |
| Zweiter | Óscar Pereiro Sio | 2 P. |
| Dritter | Andrij Hrywko     | 1 P. |

Col de la Cardonille, Kategorie 4 (77,5 km)
| Erster  | Andrij Hrywko    | 3 P. |
| Zweiter | Manuel Quinziato | 2 P. |
| Dritter | Jens Voigt       | 1 P. |

Côte de l'Arbousset, Kategorie 4 (119,5 km)
| Erster  | Sylvain Chavanel  | 3 P. |
| Zweiter | Óscar Pereiro Sio | 2 P. |
| Dritter | Manuel Quinziato  | 1 P. |

Côte de Saint-Maurice d'Ibie, Kategorie 4 (195,5 km)
| Erster  | Andrij Hrywko     | 3 P. |
| Zweiter | Sylvain Chavanel  | 2 P. |
| Dritter | Óscar Pereiro Sio | 1 P. |

Côte de Villeneuve de Berg, Kategorie 4 (205 km)
| Erster  | Jens Voigt        | 3 P. |
| Zweiter | Sylvain Chavanel  | 2 P. |
| Dritter | Óscar Pereiro Sio | 1 P. |

- Siehe auch: Fahrerfeld